# صیدنایا
شهر صیدنایا (به عربی: صَيدنايا) یکی از مناطق دیدنی سوریه است که در فاصله ۲۷ کیلومتری شمال شهر دمشق قرار دارد.
ارتفاع آن از سطح دریا برابر ۱۵۰۰ متر می‌باشد. این شهر کوچک در دامنه رشته کوه‌های القلمون که از سمت غرب به سوی لبنان امتداد دارد واقع شده است.
مطابق نتایج سرشماری سال ۲۰۰۴ میلادی جمعیت این شهر ۲۵٬۱۹۴ نفر بوده است.
اکثر جمعیت این شهر را مسیحیان تشکیل می‌دهند که در کنار مسلمانان زندگی مسالمت آمیزی را دارند. شهرت و جذابیت این شهر به واسطه کلیساهای قدیمی بسیار زیبایی است که در آن واقع شده است و هر روزه توریستهای بسیاری را به این شهر می‌کشاند. آثار تاریخی زیادی از دوران‌های عصر حجر، آرامی، یونانی، رومی و عربی در این شهر به چشم می‌خورد که نشان از قدمت آن دارد. از دیگر دیدنی‌هایش غارهایی است که شاهدی است بر این که آدمیان در دوران‌های قدیم در آن سکونت داشته‌اند. از چهل کلیسای این شهر اکنون تنها سی کلیسا بر جای مانده است. مشهورترین و عجیب‌ترین کلیساهای شهر به نام "سیده صیدنایاً خوانده می‌شود.
صیدنایا کلمه‌ای است سریانی که اصل آن "سیدانایاً است و معانی مختلفی برای آن در نظر گرفته‌اند از جمله (سیدتنا یعنی بانوی ما) یا به معنی مرکز صید می‌باشد. قدمت کلیسای سیده صیدنایا که در دامنه کوهی در شمال شهر قرار گرفته است به سال ۵۴۷ (میلادی) بر می‌گردد. در این دیر دست خطی نگهداری می‌شود که گفته می‌شود به دست لوقا البشیر به نگارش درآمده است و مسیحیان از آن به عنوان معجزه‌ای نام می‌برند. این کلیسا برای مسیحیان بسیار مقدس و مورد عنایت و توجه می‌باشد و شفاعتگاهی برای دردمندان و نیازمندان مسیحی است. در هر گوشه و کنار آن افرادی به راز و نیاز مشغولند.
به ادعای مسیحیان این شهر، حضرت نوح اولین درخت انگور را در این شهر کاشت و به این علت انگور این شهر بهترین انگور جهان است. هیچ شهری در عالم به اندازه این شهر کلیسا ندارد و مقدس‌ترین شهر برای مسیحیان بعد از شهر بیت‌المقدس می‌باشد.